# Lavra Poceaiv

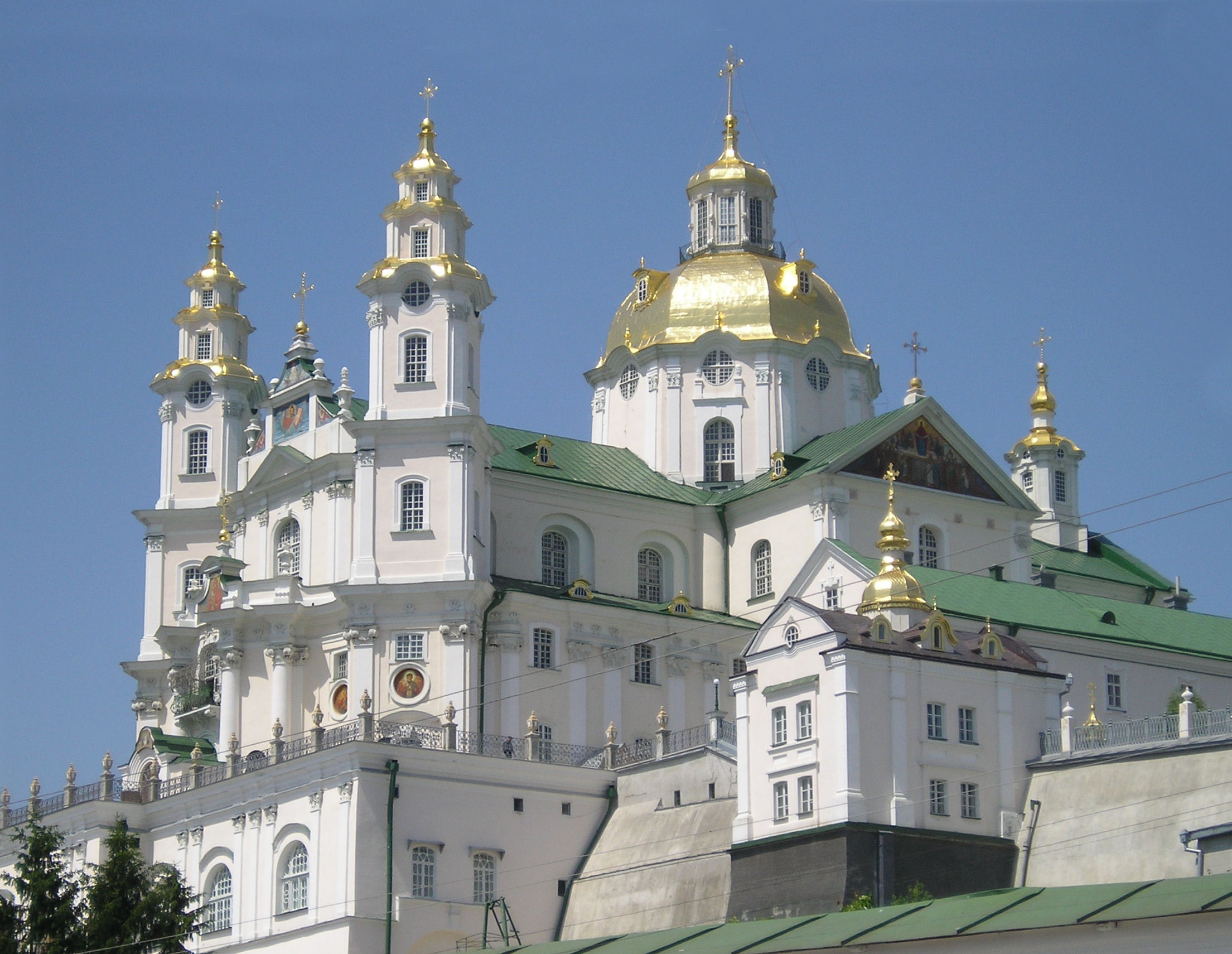
Catedrala Maicii Domnului din Poceaev

Lavra Poceaev  (în ucraineană Свято-Успенська Почаївська Лавра, transliterat: Sveato-Uspenska Poceaiivska Lavra) este un ansamblu monastic de mari dimensiuni construit în orașul Poceaiv, regiunea Tarnopol, Ucraina. Ansamblul este construit pe un deal de 60 m înălțime, dominând orașul și câmpiile dimprejur. Se află la 18 km sud-est de Kremeneț și 50 km nord de orașul Tarnopol, capitala oblastului.

## Istorie și legendă
Prima atestare datează din 1527, deși tradiția locului situează originea locașului cu 3 secole mai devreme, în timpul invaziei mongole, când câțiva călugări s-au refugiat din calea primejdiei în acest loc. Legenda spune că însăși Maica Domnului le-a apărut celor câțiva călugări sub forma unui stâlp de foc, și, pășind către ei, și-a imprimat urma piciorului pe o piatră, care a devenit apoi obiect de cult sub numele de “Sfântul Picioruș”. În secolul 16, mănăstirea a devenit suficient de bogată ca să fie extinsă și reconstruită din piatră. O boieroaică din partea locului, Ana Hojska, a contribuit prin numeroase danii la prosperitatea Lavrei; una din donațiile cele mai importante fiind o icoană ce va deveni unul din simbolurile locului, „Maica Domnului de la Poceaiv”, pe care se spune că ar fi primit-o de la un călugăr grec, fiind înzestrată cu puteri vindecătoare.
Alte legende legate de mănăstire povestesc despre apariția Maicii Domnului în timpul unui asediu turcesc din 1675, fapt ce a întors invadatorii din drumul lor, sau miracolul din 1759 în care cneazul polon Mikołaj Bazyli Potocki și-a asasinat de 3 ori vizitiul în preajma mănăstirii, de fiecare dată fără succes, fapt ce l-a convins de sacralitatea locului. Aceasta a condus la mai multe danii din partea acestuia precum și la intervenția pe lângă Papă (Pototki fiind catolic) ca Sfântul Iov să fie canonizat și de biserica Apuseană. Potocki a murit în 1782, fiind îngropat în Catedrala Adormirii a cărei construcție o finanțase.
În 1604 intră în comunitatea monastică Ivan Zalizo, cunoscut mai târziu ca Sfântul Iov al Poceaevului. Ajuns egumen al așezământului, va instala în 1630 o tiparniță care va produce un mare număr de cărți liturgice și religioase pentru întreaga zonă de vest a Ucrainei. A murit în 1651 fiind canonizat la scurt timp după aceasta. În 1720 lavra a devenit mănăstire baziliană, în cadrul Bisericii Greco-Catolice Ucrainiene.
În 1831, sub dominația țaristă, ansamblul va fi returnat Bisericii Ortodoxe Ruse. Odată cu mănăstirea au reintrat în ortodoxie și călugării viețuitori.
În 1833 mănăstirii i s-a acordat statutul de Lavra, devenind reședința de vară a episcopului ortodox de Volina. La finele secolului al XIX-lea, Poceaevul devenise o adevărată Mecca pentru ortodocșii din imperiul Rus precum și pentru zona balcanică. Imperiul Țarist a susținut această tendință, fiind un avanpost al panslavismului într-o regiune în care greco-catolicii deveniseră majoritari, și fiind la doar câțiva kilometri de Galiția habsburgică.

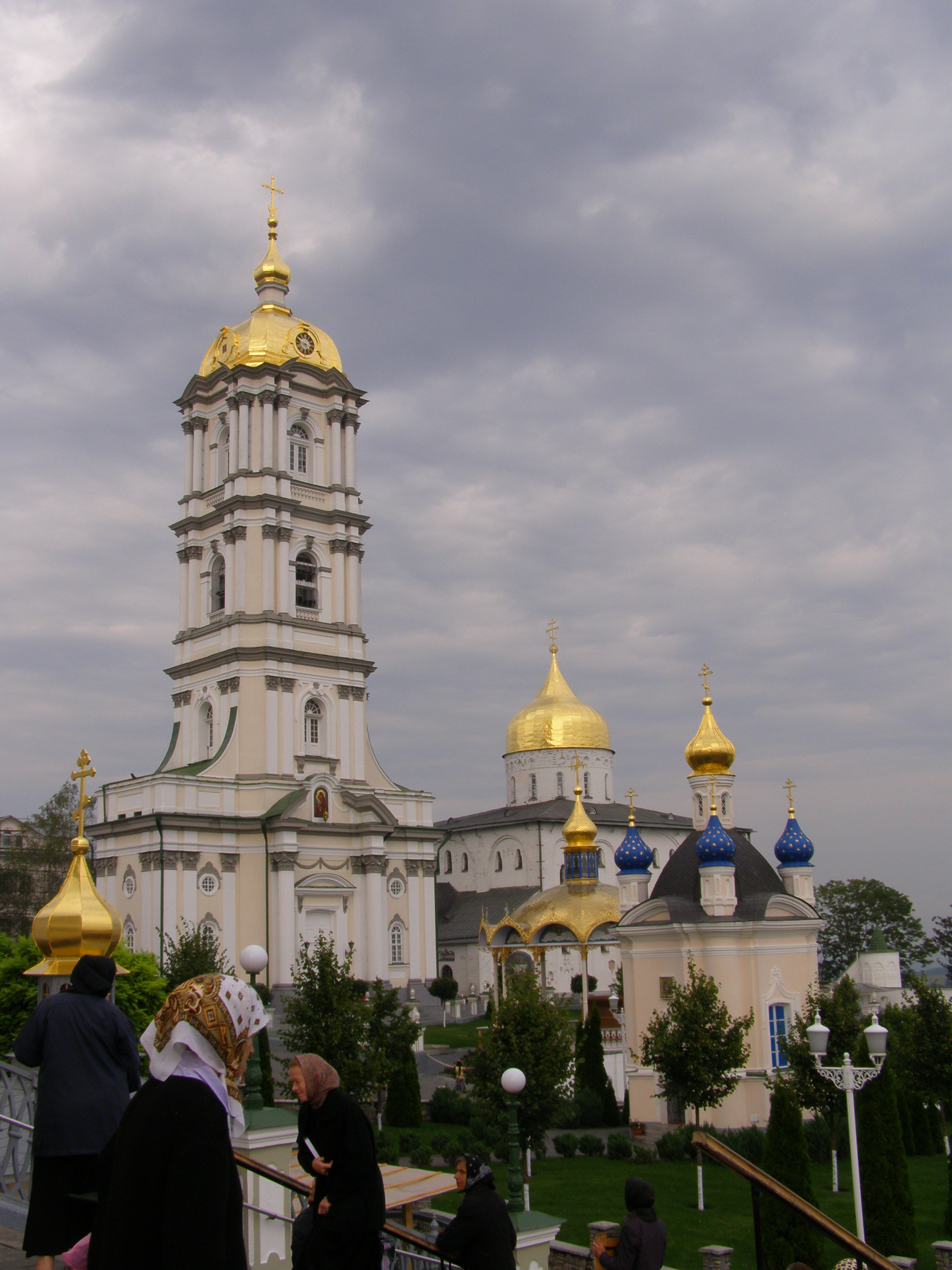
Turnul clopotniță și Catedrala Sfintei Treimi

După revoluția din 1917, conform tratatului de la Riga, regiunea Volinia a revenit Poloniei. Datorită acestui fapt, precum și a persecuțiilor ce au început în Biserica Ortodoxă Rusă, Lavra a devenit parte a Bisericii Ortodoxe Poloneze în anul 1923. Începând din 1929 Lavra a fost supusă unor presiuni venite din partea conducerii politice de la Varșovia, însă numai peste 10 ani, conform pactului Ribentrop - Molotov devenea odată cu întreaga regiune, parte a Republicii Sovietice Ucrainiene. Ostilitatea religioasă a noii conduceri și-a făcut simțită prezența din plin, nu însă până la punctul de a închide mănăstirea, cum s-a întâmplat cu multe alte lăcașuri din spațiul sovietic, asta și datorită numărului mare de pelerini ce veneau din diverse regiuni ale URSS, riscându-și viața li libertatea, să se închine la Poceaev. În timpul ocupației naziste din timpul războiului mănăstirea nu a fost închisă, însă multe obiecte din patrimoniul său mobil au fost confiscate pentru a nu ajunge în mâinile sovieticilor. În această perioadă a apărut Biserica Ortodoxă Autocefală Ucraineană, sub a cărei jurisdicție a ajuns și Lavra Poceaev. După război, rolul ei de avanpost al ortodoxiei a continuat pentru un timp, în condițiile desființării Bisericii greco-catolice și reconvertirii forțate a membrilor acestei biserici la ortodoxie. În finalul anilor 50, odată cu Nichita Hrușciov o nouă campanie antireligioasă și-a spus cuvântul și asupra Lavrei, prin numeroase inspectări și monitorizare constantă, culminând în 1959 cu confiscarea clădirilor bisericilor și reconvertirea lor în Muzee ale Ateismului. În 1980 muzeele s-au transformat în școală teologică și în 1991 în seminar. După desființarea URSS, încercările repetate ale greco-catolicilor ca și ale ortodocșilor aparținând de patriarhia de Kiev de a ocupa ansamblul s-au soldat cu eșecuri, Lavra dispunând de voluntari cazaci și de pază militarizată. Fostul ministru ucrainean Viktor Ianukovici este unul dintre cei mai fervenți susținători ai Lavrei. De la obținerea independenței țării, comunitatea de la Poceaev a făcut numeroase eforturi pentru a transforma Lavra în al doilea centru monastic ca importanță din Ucraina, după cel de la Kiev. O bogată activitate editorială și tipografică a răspândit faima Lavrei în spațiul vestic post sovietic. Lavra Poceaev este una din cele mai populare destinații de pelerinaj din Ucraina, Belarus, Polonia, Rusia, România și Republica Moldova, precum și din alte zone ortodoxe mai îndepărtate.

## Ansamblul Lavrei
Ansamblul arhitectural este dominat de Catedrala Adormirii Maicii Domnului, construită după planurile arhitectului german Gottfried Hoffmann cu sprijinul financiar al lui Nicolae Potocki. La data finalizării (1753) a fost una din cele mai mari biserici greco-catolice din lume. Stilul este eclectic, având atât elemente baroce, cât și neoclasice. Alături de ea s-au construit un paraclis în 1862 și o trapeză în 1888. Un incendiu din 1874 a prilejuit redecorarea catedralei. Ansamblul adăpostește pe lângă mormântul ctitorului două din cele mai faimoase relicve ale Ucrainei, piatra Sfântului Picioruș și Icoana Născătoarei de Dumnezeu. 

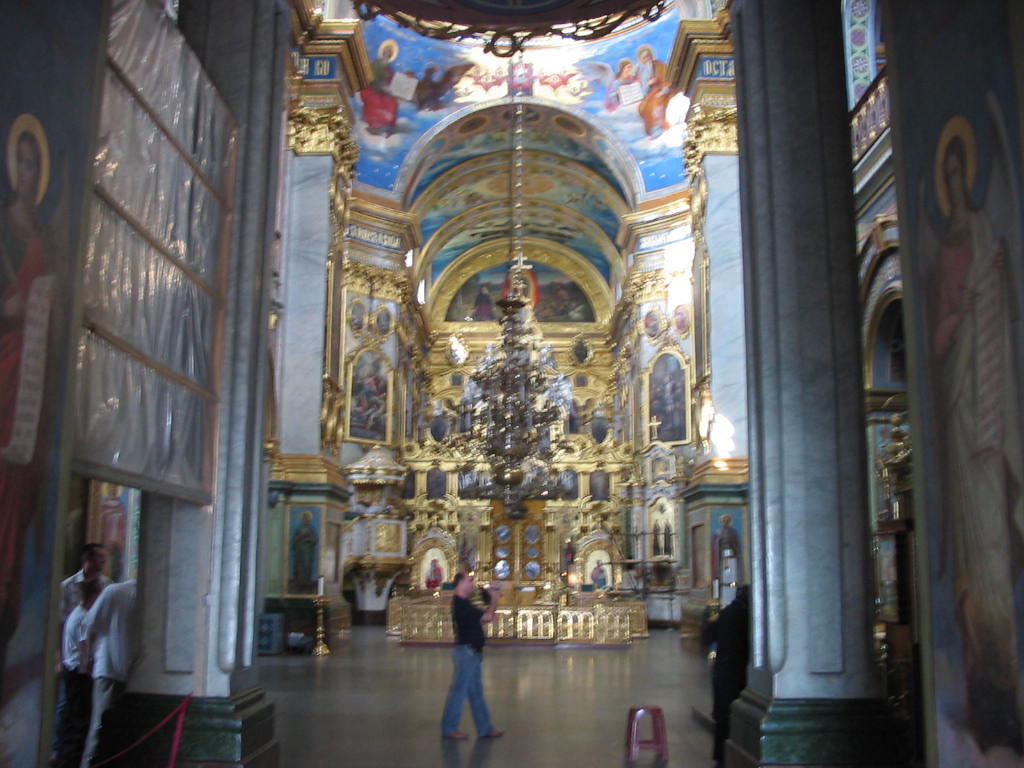
Imagine din interiorul Catedralei

Pe latura de sud-est a catedralei se înalță clopotnița construită între 1861 și 1869. Aceasta are o înălțime de 65 de metri și 4 nivele, fiind una din cele mai înalte din Ucraina. Clopotul cel mare, turnat în 1886, cântărește 11,5 tone.
Între 1906 și 1912 s-a construit în incinta ansamblului Catedrala Sfintei Treimi după planurile arhitectului Alexei Sciusev. Aspectul ei auster este inspirat de arhitectura eclezială rusă din nord. Portalurile sunt decorate cu fresce și mozaicuri de Nicolas Roerich.
Bisericile rupestre ale Sfântului Iov și ale sfinților Antonie și Teodosie sunt practic peșteri de mici dimensiuni săpate în stânca pe care e construită Catedrala. Construcția lor s-a desfășurat între 1774 și 1860.
Două construcții recente întregesc ansamblul, una finalizată în 1997 pentru a celebra a 400-a aniversare a icoanei Născătoarei dăruită de Ana Hoiskaja, iar cealaltă, finalizată în 2000, aniversează doua milenii de Creștinism.